# Cloniophorus lujai
Cloniophorus lujai es una especie de escarabajo longicornio del género Cloniophorus, tribu Callichromatini, subfamilia Cerambycinae. Fue descrita científicamente por Burgeon en 1931.

## Descripción
Mide 13-15 milímetros de longitud.

## Distribución
Se distribuye por Camerún, República Democrática del Congo y República Centroafricana.